# Pioneer 4
La sonda spaziale Pioneer 4 effettuò un flyby della Luna e si inserì in seguito in un'orbita eliocentrica diventando la prima sonda statunitense a fuggire dalla gravità terrestre.
Trasportava un carico utile simile a quello della Pioneer 3: un esperimento per misurare eventuali radiazioni presenti nell'ambiente lunare e un esperimento per fotografare la Luna. La sonda raggiunse i 60000 km di distanza dalla superficie lunare ma non si avvicinò abbastanza al satellite da permettere l'attivazione del sensore fotoelettrico.
Non rilevò alcuna radiazione lunare.
La sonda dovrebbe trovarsi ancora in orbita attorno al Sole.

## La sonda
La Pioneer 4 era una sonda a forma di cono alta 51 cm e avente una diametro di 23 cm alla sua base. Il cono era composto da un sottile rivestimento di vetroresina ricoperto da una patina d'oro per renderlo conducibile elettricamente e dipinto a strisce alternate bianche e nere allo scopo di mantenere la sua temperatura tra i 10 °C e i 50 °C, mantenendo il bilanciamento tra il calore assorbito dal Sole e quello diffuso verso lo spazio. Sulla punta del cono c'era una punta in alluminio che, insieme al cono stesso, fungeva da antenna. La potenza era fornita da un anello di batterie al mercurio posto alla base del cono.
Un sensore fotoelettrico si protendeva dal centro dell'anello. Il sensore era composto da due fotocellule che dovevano essere attivate dalla luce della Luna quando la sonda si fosse trovata a circa 30 000 km di distanza dalla sua superficie. Al centro del cono c'era un alimentatore e due tubi Geiger-Müller. Un trasmettitore con una massa di 0,5 kg inviava un segnale modulato in fase di 0,1 W ad una frequenza di 960,05 MHz. La potenza della portante modulata era di 0,08 W e la potenza diffusa effettiva totale era di 0,18 W. La sonda possedeva un meccanismo per la riduzione della rotazione (in inglese spin) realizzato con due pesi da 7 grammi avvolti su un rocchetto. Il meccanismo si sarebbe attivato con un timer 10 ore dopo il lancio e i pesi avrebbero diminuito la velocità angolare della sonda da 400 giri al minuto a 6 giri al minuto, dopodiché il meccanismo e i pesi sarebbero stati rilasciati.

## Il lanciatore
La Pioneer 4 venne lanciata con un vettore Juno II, come era avvenuto per la Pioneer 3. Il Juno II assomigliava al Juno I (basato sul Jupiter-C), che aveva lanciato il satellite Explorer 1. Il suo primo stadio era un razzo Jupiter lungo 19,5 m che veniva usato dall'esercito. Sulla cima della sezione di propulsione del Jupiter c'era un compartimento di guida e di controllo che supportava un barilotto rotante contenente gli stadi 2, 3 e 4 del razzo. La sonda era montata sulla cima del quarto stadio.

## La missione
Lanciata con successo, la Pioneer 4 raggiunse il suo obiettivo primario – una traiettoria Terra-Luna – inviando dati e fornendo un importante messe di dati. La sonda passò a circa 60000 km dalla superficie lunare il 4 marzo 1959 alle 22:25 UT ad una velocità di 7230 km/h. La distanza non era tuttavia sufficiente per l'attivazione dei sensori fotoelettrici. La sonda continuò a trasmettere dati relativi alla radiazione per 82 ore, sino ad una distanza di 658 000 km, e raggiunse il perielio il 18 marzo 1959 alle 1:00 UT. Il contenitore cilindrico del quarto stadio (173 cm di lunghezza, 15 cm di diametro, 4,65 kg) rimase in orbita assieme alla sonda.
I dati rilevati sulla radiazione presente nelle fasce di Van Allen mostrarono che l'intensità della fascia più alta era aumentata rispetto ai rilevamenti effettuati dalla Pioneer 3 tre mesi prima. La spiegazione più probabile fu l'inusuale aumento dell'attività solare che era avvenuto durante i sei giorni precedenti al lancio della Pioneer 4.
Venne scoperta anche una terza fascia più debole ad altitudini superiori.